# Inside Yours
| Recensione      | Giudizio |
| --------------- | -------- |
| All Music Guide |          |

Inside Yours è l'album d'esordio del gruppo musicale grunge statunitense Gruntruck. Pubblicato nel 1990 dalla eMpTy Records, fu ripubblicato l'anno successivo con l'aggiunta di due bonus track dalla Roadrunner Records.

## Tracce
1. Paint – 3:07
2. Eyes of Stone – 3:16
3. So Long – 2:17
4. Buried – 3:40
5. Flesh Fever – 3:28
6. Inside Yours – 4:50
7. Move in Silence – 2:49
8. Melt – 4:07
9. Broken – 2:35

## Tracce della versione ristampata
1. Not a Lot to Save – 3:50
2. Crucifunkin' – 4:36
3. Paint – 3:07
4. Eyes of Stone – 3:16
5. So Long – 2:17
6. Buried – 3:40
7. Flesh Fever – 3:28
8. Inside Yours – 4:50
9. Move in Silence – 2:49
10. Melt – 4:07
11. Broken – 2:35